# I wanna Win
「I wanna Win」（アイ・ワナ・ウィン）は、KATSUMIの18枚目のシングル。

## 解説
ワーナーミュージック・ジャパンへの移籍後第1弾シングル。
アルバム『DEVOTION』の先行シングル第一弾シングル。
ジャケットデザインは美術家・横尾忠則が手がけている。
現在まで自身最後のオリコンチャートイン作品である。

## 収録曲
作詞・作曲：KATSUMI
1. I wanna Win
編曲：上杉洋史
慶応進学会CMソング
2. No Headquarters
編曲：KATSUMI & 大竹徹夫
3. I wanna Win （Original-Karaoke）